# Wendlingen am Neckar
Wendlingen am Neckar è un comune tedesco di 15 711 abitanti, situato nel land del Baden-Württemberg.

## Edifici religiosi
- Chiesa di San Colombano in frazione St. Kolumban.